# Giuseppe Viani
Giuseppe Ferruccio Viani, detto Gipo (Nervesa della Battaglia, 13 settembre 1909 – Ferrara, 6 gennaio 1969), è stato un allenatore di calcio e calciatore italiano, di ruolo centrocampista. Con 639 presenze è quinto assoluto nella classifica di presenze degli allenatori in Serie A.
Nel 2018 ottiene un riconoscimento alla memoria nella Hall of Fame del calcio italiano. Inoltre, alla sua memoria è stato intitolato lo Stadio Comunale di Nervesa della Battaglia.

## Caratteristiche tecniche

### Allenatore
Alcune fonti lo indicano come il primo allenatore ad introdurre il ruolo del libero, altri, come il giornalista Gianni Brera, hanno attribuito invece questo merito a Ottavio Barbieri.
Ciò che è certo, è che sfruttò al meglio l'invenzione del Vianema sorta da un'idea di un suo giocatore, Antonio Valese ai tempi della Salernitana: in tal senso fu uno dei primi - se non il primo- allenatore ad introdurre il ruolo del libero in modo sistematico. Il Vianema si configurò come una revisione del sistema da cui ebbe in seguito origine il catenaccio all'italiana. L'utilizzo del Vianema consentì alla Salernitana di non sfigurare contro squadre di Serie A ritenute molto più forti, riuscendo ad ottenere preziosi pareggi e vittorie, e soltanto per un punto non ottenne una salvezza che mostrò di meritare, in quanto l'arbitro fiorentino Vittorio Pera si rese protagonista di un pessimo arbitraggio nella sfida salvezza dei "granata del Sud" contro la Roma, come fonti autorevoli testimoniano (fra cui Antonio Ghirelli, nella sua Storia del calcio).

## Carriera

### Giocatore
Cresce calcisticamente nelle file dell'Olimpia di Treviso in Terza Divisione e del Treviso in Prima Divisione.
Nel 1929 viene ceduto, assieme a Umberto Visentin, all'Ambrosiana. Esordisce in Serie A il 6 ottobre 1929 in Ambrosiana-Livorno (2-1). Nella stagione 1929-30 vince lo scudetto con la squadra milanese. Dopo sei stagioni in maglia nerazzurra, gioca con Lazio, Livorno e Juventus. Termina la sua carriera calcistica tra il 1940 e il 1943 nel Siracusa e nella Salernitana.

### Allenatore
Per tutta la sua carriera fu accompagnato dal soprannome "Lo sceriffo", tanto per i suoi metodi risoluti quanto per una notevole somiglianza con John Wayne.

## Club

### Siracusa e Salernitana
Nei suoi ultimi 3 anni da calciatore cominciò anche ad allenare, diventando allo stesso tempo "Allenatore-Giocatore" del Siracusa e poi della Salernitana: con i siciliani restò un anno (dal 1940 al 1941) e portò il club al primo posto nella classifica finale del girone H della Serie C 1940-1941; in quanto detentore del girone venne ammesso ai gironi finali per la promozione diretta in Serie B, poi sfumata: partecipò al girone A finale, ma arrivò in terza posizione, non raggiungendo i primi due posti validi per un solo punto; con i granata, invece, restò due anni (dal 1941 al 1943) e, alla prima stagione arrivò di nuovo capolista, ma la squadra non venne ammessa ai gironi finali per illecito sportivo, mentre l'annata successiva rimase sulla panchina campana, arrivò per la seconda volta consecutiva in prima posizione in classifica e arrivò in seconda posizione nel girone A della fase finale, ottenendo dunque la promozione in Serie B.
La cadetteria, però, stenterà ad arrivare, in seguito agli attacchi bellici della Seconda guerra mondiale che hanno costretto l'interruzione dei campionati.

### Benevento e Colleferro
Dopo due anni di inattività allenò il Benevento, con cui vinse il campionato di C (anche se il club per motivi economici non formalizzerà l'iscrizione alla B), e dopo, sino al 1946, passò al B.P.D. Colleferro.

### Seconda avventura alla Salernitana
Successivamente, Viani ritornò alla Salernitana, in Serie B. Con i campani conquistò la promozione in Serie A adottando un modulo tattico originale. Il sistema, detto Vianema in onore dell'allenatore, prevedeva l'assenza dell'attaccante centrale, impiegato come un libero, e una manovra offensiva molto efficace avviata sulle fasce laterali.

### Lucchese e Palermo
Dopo la positiva esperienza in Campania, diventò tecnico della Lucchese, per l'anno 1948-1949, dove concluse all' ottavo posto finale in campionato, e, per un biennio (dal 1949 al 1951), divenne tecnico del Palermo, chiudendo con un tredicesimo posto e poi decimo posto finale.

### Roma
In seguito alla prima e unica retrocessione della Roma in Serie B, avvenuta nella stagione 1950-1951, venne scelto come allenatore dei giallorossi, con il quale conquistò immediatamente la massima serie, dopo aver tenuto il comando della classifica e aver domato il Brescia con un punto di vantaggio.
Nonostante la promozione, decise di dimettersi da tecnico dei capitolini.

### Bologna
Per un quadriennio, dal 1952 sino al 1956, fu chiamato alla guida del Bologna, con cui ottenne dei risultati di alta classifica, concludendo in modo positivo le stagioni con gli emiliani.

### Milan
Nel 1956 fu ingaggiato dal Milan, che condusse da allenatore fino al 1958 e in qualità di direttore tecnico dal 1958 al 1965. In questi nove anni vinse 3 scudetti (1956-1957, 1958-1959 e 1961-1962) e la Coppa dei Campioni 1962-1963 dopo aver perso la finale del 1958 con il Real Madrid. Come direttore tecnico perde la quarta edizione della Coppa Intercontinentale 1963, dove si affrontarono il Milan e il Santos. Arriva inoltre al terzo posto nella Coppa Latina 1957.
Sempre in questo periodo Viani concluse un affare di calciomercato assai vantaggioso con la Roma: Víctor Benítez passò in giallorosso in cambio del trasferimento al Milan di Sormani e Schnellinger.

### Nazionale Italiana
Tra il 1958 e il 1960 fu nominato commissario tecnico della Nazionale italiana e ricopri il ruolo di D.T. della Nazionale Olimpica italiana.

### Genoa, di nuovo Bologna e infine Udinese
Dopo l'avventura nel Milan diresse il Genoa, poi ancora il Bologna (per la seconda metà della stagione 1967-1968, subentrando a gennaio a Luis Carniglia) e infine l'Udinese.

## Statistiche

### Presenze e reti nei club
| Stagione        | Squadra         | Campionato      | Campionato | Campionato | Coppe nazionali | Coppe nazionali | Coppe nazionali | Totale | Totale |
| Stagione        | Squadra         | Comp            | Pres       | Reti       | Comp            | Pres            | Reti            | Pres   | Reti   |
| --------------- | --------------- | --------------- | ---------- | ---------- | --------------- | --------------- | --------------- | ------ | ------ |
| 1940-1941       | Siracusa        | C               | 25         | 2          | CI              | 2               | 0               | 27     | 2      |
| Totale carriera | Totale carriera | Totale carriera | 25         | 2          |                 | 2               | 0               | 27     | 2      |

### Statistiche da allenatore
| Stagione  | Squadra           | Campionato | Piazzamento | Andamento | Andamento | Andamento | Andamento | Andamento  |
| Stagione  | Squadra           | Campionato | Piazzamento | Giocate   | Vittorie  | Pareggi   | Sconfitte | % vittorie |
| --------- | ----------------- | ---------- | ----------- | --------- | --------- | --------- | --------- | ---------- |
| 1940-1941 | Siracusa          | C          | 1º          | 22        | 14        | 3         | 5         | 63,64      |
| 1945-1946 | B.P.D. Colleferro | C          | 14º         | 24        | 2         | 5         | 17        | &8,33      |
| Totale    | Totale            | Totale     | Totale      | 46        | 16        | 8         | 22        | 34,78      |

| Stagione        | Squadra         | Campionato      | Campionato | Campionato | Campionato | Campionato | Coppe nazionali | Coppe nazionali | Coppe nazionali | Coppe nazionali | Coppe nazionali | Coppe continentali | Coppe continentali | Coppe continentali | Coppe continentali | Coppe continentali | Altre coppe | Altre coppe | Altre coppe | Altre coppe | Altre coppe | Totale | Totale | Totale | Totale | % Vittorie | Piazzamento |
| Stagione        | Squadra         | Comp            | G          | V          | N          | P          | Comp            | G               | V               | N               | P               | Comp               | G                  | V                  | N                  | P                  | Comp        | G           | V           | N           | P           | G      | V      | N      | P      | %          | Piazzamento |
| --------------- | --------------- | --------------- | ---------- | ---------- | ---------- | ---------- | --------------- | --------------- | --------------- | --------------- | --------------- | ------------------ | ------------------ | ------------------ | ------------------ | ------------------ | ----------- | ----------- | ----------- | ----------- | ----------- | ------ | ------ | ------ | ------ | ---------- | ----------- |
| 1956-1957       | Milan           | A               | 34         | 21         | 6          | 7          | -               | -               | -               | -               | -               | CL                 | 2                  | 1                  | 0                  | 1                  | -           | -           | -           | -           | -           | 34     | 8      | 16     | 10     | 23,53      | 1º          |
| 1957-1958       | Milan           | A               | 34         | 9          | 14         | 11         | CI              | 9               | 6               | 1               | 2               | CC                 | 10                 | 6                  | 1                  | 3                  | -           | -           | -           | -           | -           | 53     | 21     | 16     | 16     | 39,62      | 9º          |
| 1958-1959       | Milan           | A               | 34         | 20         | 8          | 2          | CI              | 4               | 1               | 0               | 3               | -                  | -                  | -                  | -                  | -                  | CA          | 1           | 0           | 1           | 0           | 39     | 21     | 9      | 5      | 53,85      | 1º          |
| 1959-1960       | Milan           | A               | 34         | 17         | 10         | 7          | CI              | 1               | 0               | 0               | 1               | CC                 | 4                  | 1                  | 1                  | 2                  | CA          | 3           | 3           | 0           | 0           | 42     | 21     | 11     | 10     | 50,00      | 3º          |
| 1960-1961       | Milan           | A               | 34         | 18         | 9          | 7          | CI              | 2               | 1               | 0               | 1               | -                  | -                  | -                  | -                  | -                  | CA          | 2           | 0           | 1           | 1           | 38     | 19     | 10     | 9      | 50,00      | 2º          |
| 1961-1962       | Milan           | A               | 34         | 24         | 5          | 5          | CI              | 1               | 0               | 0               | 1               | CdF                | 2                  | 0                  | 1                  | 1                  | CA          | 6           | 4           | 1           | 1           | 43     | 28     | 7      | 8      | 65,12      | 1º          |
| 1962-1963       | Milan           | A               | 34         | 15         | 13         | 6          | CI              | 2               | 1               | 0               | 1               | CC                 | 9                  | 7                  | 0                  | 2                  | CA          | 4           | 3           | 0           | 1           | 49     | 26     | 13     | 10     | 53,06      | 3º          |
| 1963-1964       | Milan           | A               | 34         | 21         | 9          | 4          | CI              | 1               | 0               | 0               | 1               | CC                 | 4                  | 2                  | 1                  | 1                  | CInt        | 3           | 1           | 0           | 2           | 42     | 24     | 10     | 8      | 57,14      | 3º          |
| 1964-1965       | Milan           | A               | 34         | 21         | 9          | 4          | CI              | 1               | 0               | 0               | 1               | CdF                | 2                  | 1                  | 0                  | 1                  | -           | -           | -           | -           | -           | 37     | 22     | 9      | 6      | 59,46      | 2º          |
| Totale Milan    | Totale Milan    | Totale Milan    | 306        | 185        | 68         | 53         |                 | 21              | 9               | 1               | 11              |                    | 33                 | 18                 | 4                  | 11                 |             | 19          | 11          | 3           | 5           | 379    | 223    | 76     | 80     | 58,84      |             |
| Totale carriera | Totale carriera | Totale carriera | 306+       | 185+       | 68+        | 53+        |                 | 21+             | 9+              | 1+              | 11+             |                    | 33+                | 18+                | 4+                 | 11+                |             | 19+         | 11+         | 3+          | 5+          | 379    | 223    | 76     | 80     | 58,84      |             |

## Palmarès

Viani con la maglia dell'Ambrosiana nella stagione 1928-29.

### Giocatore
- Campionato italiano: 1

Ambrosiana Inter: 1929-30

### Allenatore

#### Club

##### Competizioni nazionali
- Serie C: 2

Siracusa: 1940-1941
Salernitana: 1942-1943
- Campionato italiano di Serie B: 2

Salernitana: 1946-47
Roma: 1951-52
- Campionato italiano: 3

Milan: 1956-57, 1958-59 (D.T.), 1961-62 (D.T.)

##### Competizioni internazionali
- Coppa dei Campioni: 1

Milan: 1962-1963 (D.T.)